# عباس‌آباد کلب
عباس آباد کلپ روستایی در دهستان میغان بخش مرکزی شهرستان نهبندان استان خراسان جنوبی ایران است. بر پایه سرشماری عمومی نفوس و مسکن در سال ۱۳۹۰ جمعیت این روستا ۱۷۶ نفر (در ۵۰ خانوار) بوده است.